# Afschuiving (materiaalkunde)

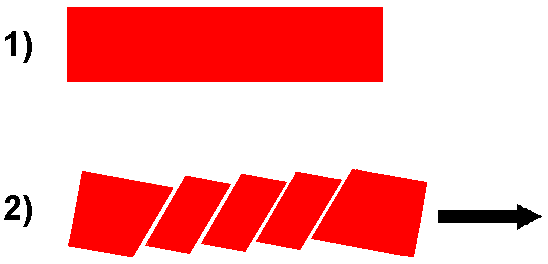
Weergave van afschuiving op macroscopische schaal

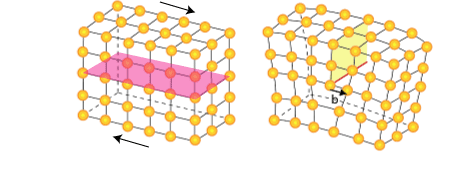
Glijvlakken waarlangs afschuiving kan plaatsvinden

Plastische deformatie door afschuiving in een kristalrooster

Afschuiving of glijding is een vorm van plastische vervorming in een materiaal, onder invloed van dislocatiebeweging en dislocatiekruip. Het verschil tussen dislocatiekruip is de afschuifspanning, die op het materiaal is toegepast. Het is een fenomeen wordt bestudeerd in de materiaalkunde en kristallografie.  
Deze vorm van plastische afschuiving treedt op wanneer de afschuifspanning, die wordt aangebracht hoger is dan de kritieke afschuifspanning.  

## Sterkteleer
Het fenomeen beschrijft voor kristallijne materie in wezen de oorzaak, op microscopische schaal, van de afschuiving van de sterkteleer, die op macroscopische schaal worden waargenomen bij het aanbrengen van een afschuifspanning. Die microscopische versie van afschuiving beschrijft hoe delen van een kristalrooster, bijvoorbeeld dislocaties, onder een schuifspanning door een materiaal heen bewegen. Op macroscopische schaal wordt dan plastische deformatie als gevolg van afschuiving waargenomen.   
Afschuiving is een overkoepelende term voor een afschuifsysteem waaronder ook het glijvlak of afschuifvlak en de glijrichting of afschuifrichting vallen.  

## Afschuifsystemen
Door een extern aangebrachte spanning, door kracht, glijden delen van de kristalstructuur langs elkaar. Daarmee verandert de geometrie van het materiaal. Afhankelijk van het type kristalrooster bevinden zich verschillende kristalvlakken in het materiaal, waarlangs het voor de atomen energetisch gunstig is om langs elkaar te glijden. De afbeelding hiernaast toont een schematische weergave van wat er bij afschuiving gebeurt. Hoewel het afgebeelde materiaal van vorm verandert, de staaf wordt langer en dunner, blijft de structuur van het materiaal min of meer hetzelfde.  
Langs welke vlakken (glijvlak) er afschuiving optreedt, in een daarmee samenhangende richting (glijrichting), is afhankelijk van het type kristalrooster. De glijrichting is doorgaans die, waarin de atomen de dichtste bolstapeling hebben en samenvallend met, of afhankelijk van, de richting van de toegevoerde kracht. Voor de kubische kristalstelsels, te weten de kubisch vlakgecentreerd en kubisch ruimtelijk gecentreerd zijn dat respectievelijk de richtingen met Miller-index [110] en [111], voor hexagonale kristalstelsels is dit de richting [100]. Een materiaal met een hexagonaal kristalrooster heeft ten opzichte van een materiaal met de kubische roosters minder glijvlakken. Afschuiving treedt dan ook minder gemakkelijk op, waardoor andere plastische vervormingsmechanismen, zoals de vorming van tweelingen, relatief meer voorkomen dan bij kubische roosters. Dit heeft zijn weerslag op de mechanische eigenschappen van het materiaal.

## Websites
- (en)  Universiteit van Cambridge. Slip in Single Crystals, 2004 en 2008